# Toledo, Ohio

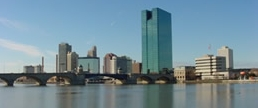
Toledos skyline.

Toledo är en stad i Lucas County i den amerikanska delstaten Ohio. Den är belägen i ett område som tidigare kallades The Great Black Swamp, som var hem för bland annat stora mängder grodor. Staden brukar därför ibland kallas Frog Town. Staden, som har en yta av 217,8 km² och en befolkning av cirka 309 000 invånare ligger längst norrut i Ohio vid stranden av Eriesjön.